# Jean-Joseph Ange d’Hautpoul

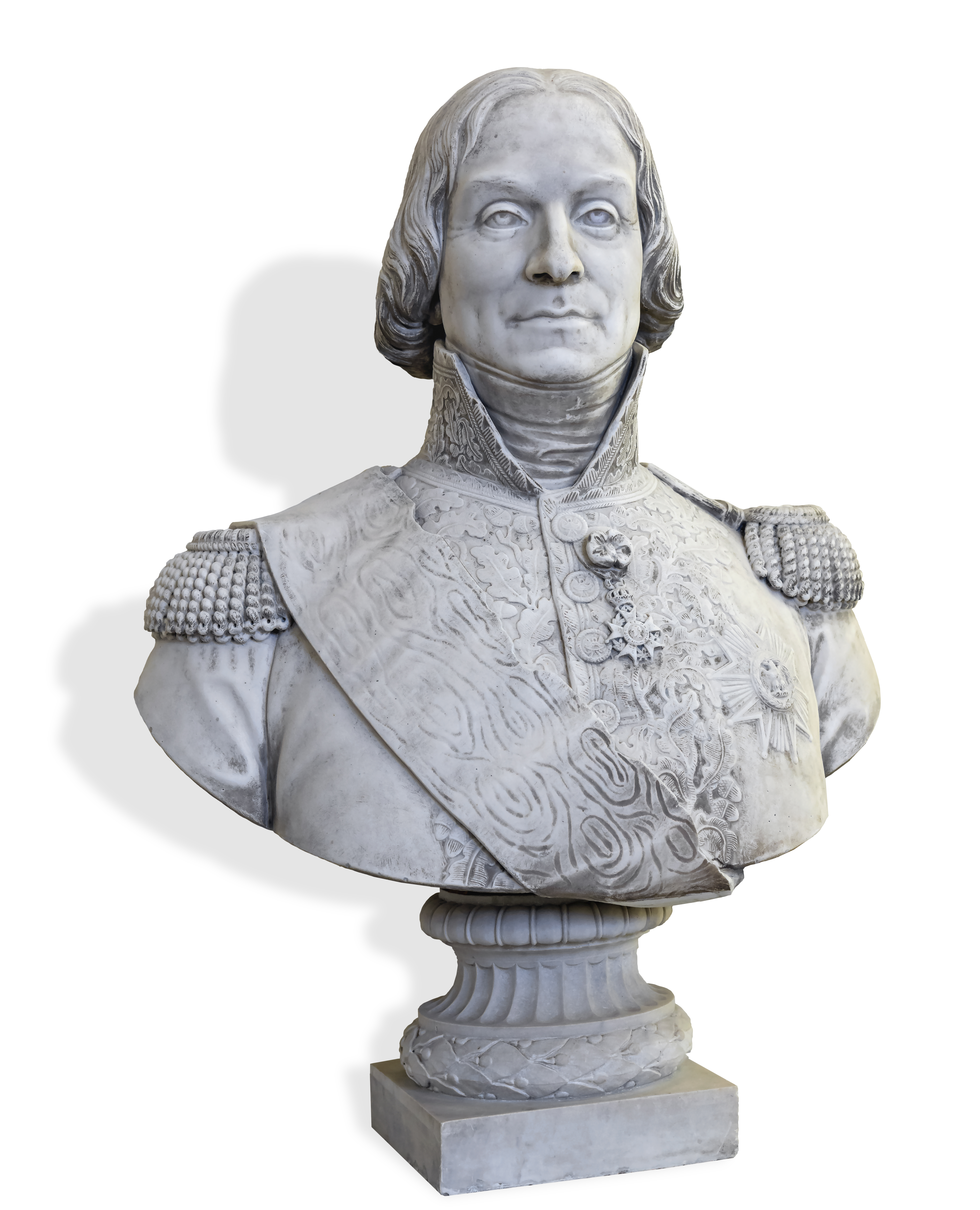
Jean-Joseph Ange d’Hautpoul

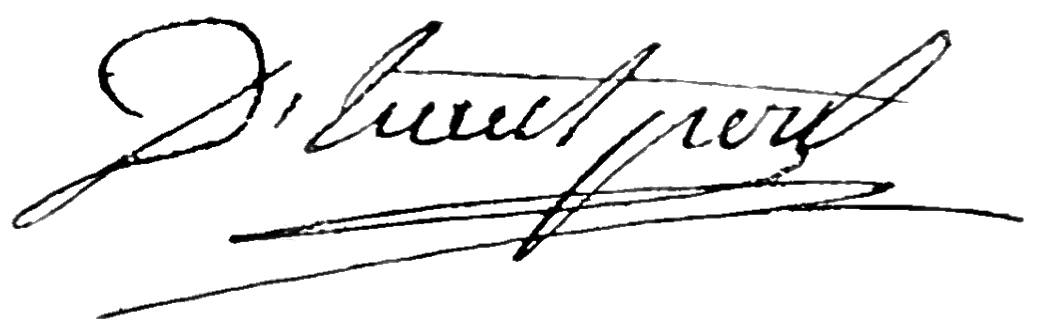
Signatur

Jean-Joseph Ange d’Hautpoul (* 13. Mai 1754 auf Château de Salette, Cahuzac-sur-Vère, Département Tarn; † 14. Februar 1807 bei Preußisch Eylau) war ein französischer Kavalleriegeneral der Koalitionskriege.

## Leben

### Herkunft und Familie
Seine Ahnen stammten aus einer Adelsfamilie aus dem Languedoc mit einer alten militärischen Tradition. Sein Cousin Alphonse Henri d’Hautpoul diente als Leutnant in den Napoleonischen Kriegen und wurde 1849 Premierminister von Frankreich.

## Militärkarriere
Jean-Joseph Ange d’Hautpoul trat 1769 als Freiwilliger in die königliche Armee ein. Nachdem er in der Korsischen Legion gedient hatte, wechselte er 1771 zu einem Dragoner-Regiment über. 1777 diente er als Offizier beim Dragoner-Regiment du Languedoc, 1792 wurde er zum Colonel befördert.

### Revolutionskriege
Er diente zwischen 1794 und 1799 in Flandern und am Rhein. Im April 1794 wurde er zum Général de brigade befördert, erhielt ein eigenes Truppenkommando und wurde dem Korps unter Desjardin und dessen Nachfolger Marceau zugeteilt. Nach der Teilnahme an der Schlacht bei Fleurus 1794 wurde sein Verband der Rheinarmee unter Lefebvre überstellt. Am 13. September 1795 zeichnete er sich bei den Kämpfen um Blankenberge aus. Im Juni 1796 wurde d’Hautpoul zum Général de division und Inspekteur der Kavallerie befördert. Während der Zweiten Schlacht bei Altenkirchen bei der Armee Kleber stehend, wurde er am 19. September 1796 von einer Flintenkugel an der Schulter verwundet. Nach seiner Genesung wurde d’Hautpoul Kommandeur der schweren Kavallerie-Division der Sambre-Armee unter General Grenier. Im Raum Neuwied detachiert, wurden seine Dragoner der gegen England bestimmten Expeditionsarmee unter General Hoche überstellt. Nach der Schlacht von Ostrach (21. März 1799) deckte seine Kavallerie-Reserve den französischen Rückzug aus Pfullendorf. Nach der Schlacht von Stockach, die am 25. März folgte, wurde er vom Armeekommandeur Jourdan für die Niederlage verantwortlich gemacht, von einem Kriegsgericht in Straßburg aber freigesprochen und beim Heer schnell reaktiviert.
Anfang Juli 1799 verpasste er die aktive Teilnahme an den Kämpfen der Ersten Schlacht von Zürich. In der Folge führte er im Nordosten der Schweiz die Kavallerie unter Lecourbe und Baraguey d’Hilliers. In der Rheinkampagne von 1800 diente er bei der Armee Moreau und zeichnete sich in der Schlacht bei Biberach und bei Hohenlinden aus.
Im Juli 1801 wurde er vom ersten Konsul Bonaparte zum Generalinspekteur der Kavallerie ernannt und organisierte die Kavalleriegarnisionen in Compiègne und Saint-Omer.
Im Jahre 1802 heiratete er Alexandrine Daumy, der am 29. Mai 1806 aus der Ehe geborene Sohn erhielt nach dem Kaiser den Namen Alexandre Joseph Napoléon.

### Vierter Koalitionskrieg

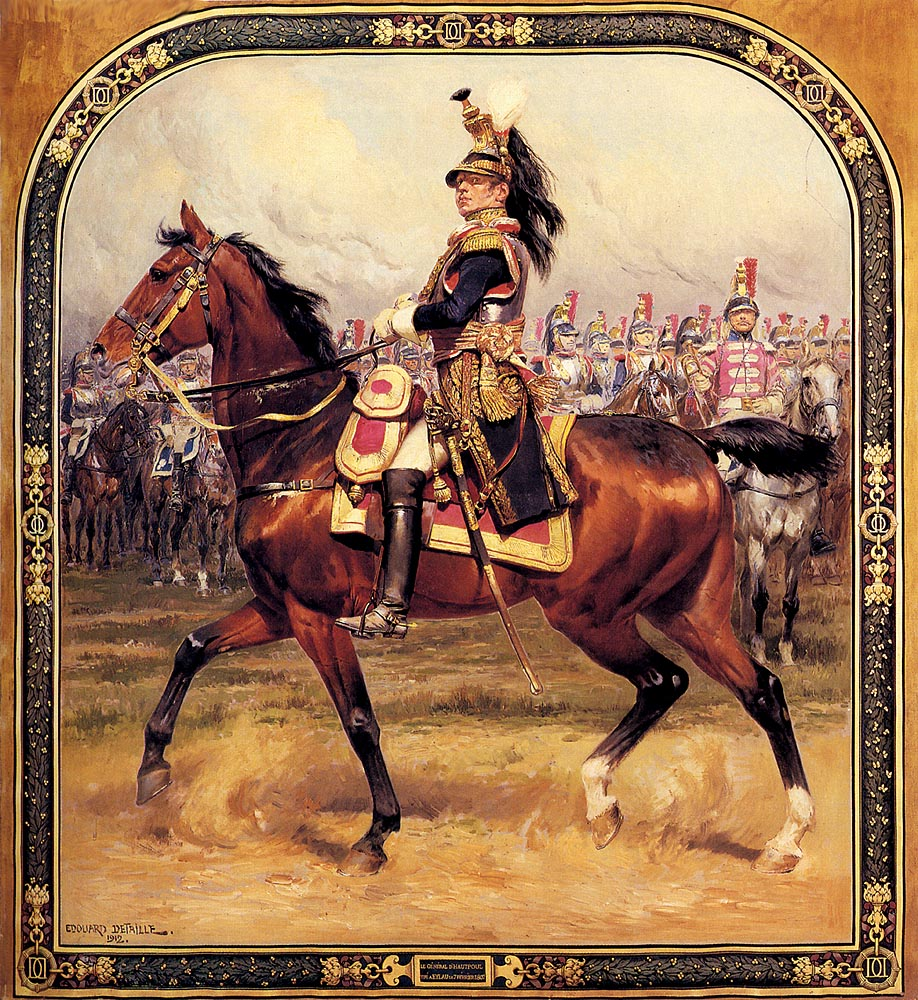
Le général d’Hautpoul à cheval nach Édouard Detaille, 1912

Nach der Teilnahme am Feldzug nach Bayern erhielt er im August 1805 den Befehl über die 2. Kürassier-Division des Kavalleriekorps unter Murat. In der Schlacht bei Austerlitz zeichnete er sich im Dezember 1805 mit seiner schweren Kavallerie im Zentrum beim Angriff Soults gegen die Höhen von Pratzen aus. 1804 erhob ihn Napoleon zum Großoffizier (grand cordon) der Ehrenlegion und ernannte ihn zum Senator, womit ein Jahresgehalt von 20.000 Francs verbunden war. Im Feldzug von 1806 kämpfte d’Hautpoul in der Schlacht bei Jena und verfolgte die Preußen nach Lübeck. Im Dezember 1806 dem Korps des Marschalls Bessières unterstellt, deckten seine Kürassiere den Winterfeldzug Murats in Ostpreußen.

### Schlachtentod
Im Winter 1807 versuchte Napoleon die russische Nachhut in der Nähe von Eylau anzugreifen. D’Hautpoul befahl seinen Dragonern, die dortige Brücke zu nehmen, und erlitt schwere Verluste.
Am 7. Februar 1807 kam es in der Schlacht bei Preußisch Eylau zum Treffen mit den Russen. Am nächsten Morgen standen sich die beiden Armeen von ungleicher Stärke gegenüber.
Napoleon eröffnete den Angriff, indem er das Korps Soult zum Angriff gegen den rechten Flügel der Russen drängte. Als im Zentrum auch Augereau angreifen ließ, brachte ein plötzlicher Schneesturm Verwirrung in die Angriffsformationen. Um das Festlaufen der dabei stark dezimierten Truppen Augereaus zu hindern, befahl Napoleon den Einsatz der Kavalleriereserve Murats, die über 80 Schwadronen mit 10.700 Reitern verfügte. Murats Kavallerieattacken brachten schwere Verluste, d’Hautpoul selbst führte drei Kürassierbrigaden gegen die festen russischen Infanteriekarrées und wurde dabei schwer verwundet.
D’Hautpoul verweigerte die nötig gewordene Amputation seines zerschmetterten Beines und verstarb am 14. Februar 1807 an seinen schweren Wunden. Sein Sohn Alexandre Joseph Napoléon brachte 1840 seine sterblichen Überreste nach Frankreich zurück und ließ sie in der Familiengruft auf dem Friedhof Père-Lachaise (Division 43) in Paris beisetzen. Das Herz des Generals wurde im Invalidendom (Hôtel des Invalides) in der „Crypte des gouverneurs“ bestattet.

## Auszeichnungen
- 11. Dezember 1803 Ritter der Ehrenlegion
- 14. Juni 1804 Großoffizier der Ehrenlegion
- 8. Februar 1806 Großkreuz (Grand Aigle) der Ehrenlegion
- Sein Name befindet sich am östlichen Pfeiler (16. Spalte) des Triumphbogens am Place Charles-de-Gaulle (Paris).
- Die Rue d’Hautpoul in Paris (19. Arrondissement) wurde ihm zu Ehren benannt
- Der Place d’Hautpoul in Gaillac (Département Tarn) trägt seinen Namen
- Der Bildhauer Jean-Louis Jaley (1802–1866) schuf für den Place d’Hautpoul in Gaillac ein Denkmal aus Bronze für ihn, das am 28. November 1851 eingeweiht wurde. 1942 ließ das Vichy-Regime das Denkmal einschmelzen, aber bereits 1949 schuf der Bildhauer Auguste Gilbert Privat (1892–1969) dafür ein neues aus Stein.
- Jean-Louis Jaley schuf des Weiteren eine Marmorbüste von General d’Hautpoul (Musée des Beaux-Arts, Gaillac)
- Der Place d’Hautpoul in Cahuzac-sur-Vère (Département Tarn) trägt seinen Namen
- Das Kriegsschiff D’Hautpoul (Téméraire-Klasse) wurde ihm zu Ehren benannt